# Ginelfite
La ginelfite (simbolo IMA: Glf) è un minerale descritto nel 2022 appartenente alla classe dei solfuri e solfosali, con formula Ag2(Ag0.5Fe)TlPb23.5(Sb,As)33.5S76. È un solfosale di argento, tallio e piombo con organizzazione a reticolo. Prende il nome dalla combinazione dei cognomi di due tecnici di laboratorio del Dipartimento di Scienze della Terra dell'Università di Pisa, Carlo Gini e Francesco Guelfi; tale scelta è volta anche a riconoscere l'importante ruolo della figura del tecnico di laboratorio nella ricerca mineralogica. Il campione, raccolto da cercatori francesi, fu esaminato con nuove strumentazioni in dotazione all'ateneo pisano (nello specifico, un nuovo tipo di difrattometro a raggi X); le analisi rivelarono che si trattava di una fase già scoperta nel 1974 ma mai studiata in modo approfondito a causa dell'impossibilità di studiarne in dettaglio la struttura. La nuova specie fu quindi descritta e approvata dall'IMA nel gennaio 2023.

## Abito cristallino
La ginelfite cristallizza nel sistema triclino nel gruppo spaziale P1 (gruppo nº 1) con i parametri reticolari a = 8,3635(6) Å, b = 27,5481(19) Å, c = 29,199(2) Å, α = 95,335(3)°, β = 94,123(3)° e γ = 94,367(3)°.

## Origine e giacitura
La ginelfite è stata rinvenuta in depositi idrotermali ricchi di tallio, associata a barite, quarzo, sfalerite e lopatkaite in una matrice silicizzata.

## Forma in cui si presenta in natura
La ginelfite si presenta come cristalli aciculari di colore grigio scuro, con lucentezza metallica e striscio di colore nero. I cristalli non superano gli 0,5 mm di lunghezza. La durezza sulla scala Mohs non è stata misurata a causa delle piccole dimensioni dei cristalli ma i risultati di altre misurazioni sono stati rapportati a valori tra il 3 e il 3½. La sfaldatura non è stata osservata e a causa della limitatissima quantità di minerale disponibile non è stato possibile misurare la densità, che dai calcoli misura 5.765 g/cm³. Il minerale è fragile e con frattura concoide. La ginelfite è opaca e in luce riflessa presenta una colorazione grigio chiara.

## Luoghi di ritrovamento
Il minerale è stato rinvenuto in località Jas Roux, nel comune di La Chapelle-en-Valgaudémar, nel dipartimento delle Alte Alpi appartenente alla regione della Provenza-Alpi-Costa Azzurra in Francia. Dallo stesso luogo provengono anche altri minerali rari come dewitite, écrinsite, jasrouxite, markwelchite, montpelvouxite e vallouiseite.